# Star vs. de Kracht van het Kwaad
Star vs. de Kracht van het Kwaad (Engels: Star vs. the Forces of Evil) is een Amerikaanse animatieserie. De serie ging op 18 januari 2015 in première op Disney XD.

## Verhaal
Star Vlinder is een prinses uit een andere dimensie genaamd Mewni. Op haar veertiende verjaardag krijgt ze een magische staf cadeau, maar nadat ze het kasteel in brand zet wordt ze als uitwisselingsstudent naar de dimensie van de Aarde gestuurd. Aldaar krijgt ze les aan Echo Creek Academy en wordt ze in huis genomen door de familie van haar klasgenoot Marco Diaz. Ondertussen probeert de slechterik Ludo met zijn leger van monsters haar staf te veroveren.

## Personages

### Hoofdpersonages
- Star Vlinder (Engels: Star Butterfly), een magische prinses uit een andere dimensie. Ze is erg energiek, vrolijk en vriendelijk, maar gedraagt zich vaak roekeloos.
- Marco Diaz, een schooljongen uit Echo Creek. Hij is intelligent, georganiseerd en beoefent karate. Bij hun eerste ontmoeting werkt Star hem op de zenuwen, maar al snel worden ze de beste vrienden.
- Ludo, een kleine, grijze vogel die een leger van monsters onder zijn bevel heeft. Hij probeert keer op keer de staf van Star te veroveren, maar zonder succes.

### Bijpersonages
- Rivier Vlinder (Engels: River Butterfly), de koning van Mewni en de vader van Star. Als het koninklijke leven hem verveelt gaat hij er stiekem op uit om monsters te bevechten.
- Maan Vlinder (Engels: Moon Butterfly), de koningin van Mewni en de moeder van Star. Ze is veeleisend van haar dochter en legt veel druk op haar schouders.
- Rafael en Angie Diaz, de ouders van Marco en een hecht, enthousiast koppel.
- Mevrouw Rolnek (Engels: Miss Skullnick), de chagrijnige leerkracht van Star en Marco. Door een mislukte toverspreuk van Star is ze in een trol veranderd.
- Ferguson en Alfonzo, twee sukkelige vrienden van Marco op Echo Creek Academy.
- Jackie Lynn Thomas, een coole, skateboardende leerling van Echo Creek Academy. Marco heeft een oogje op haar, maar durft haar niet aan te spreken.
- Brittney Wong, een rijke en verwende leerling van Echo Creek Academy. Ze is de aanvoerder van de cheerleaders van de school.
- Jeremy Birnbaum, een rijke en verwende leerling van Echo Creek Academy. Hij is de karate-rivaal van Marco.
- Oskar Griezel (Engels: Oskar Greason), een leerling van Echo Creek Academy die meestal keytar speelt op zijn auto. Hoewel niemand van zijn muziek gediend is heeft Star een oogje op hem.
- Janna Ordonia, een ondeugende leerling van Echo Creek Academy met morbide interesses.
- Ponyhoofd, een prinses uit een dimensie genaamd Uni. Haar uiterlijk bestaat uit niets anders dan het zwevende hoofd van een pony. Ze is de beste vriendin van Star en daarom jaloers op haar vriendschap met Marco.
- Sam Lucitor (Engels: Tom Lucitor), een demon uit de onderwereld en de ex-vriend van Star. Hij hoopt Star opnieuw voor zich te winnen, maar zij wil niets hebben van zijn woedeaanvallen.
- Glossaryck, een wijs wezentje die in het instructieboek voor de staf van Star woont.
- Toffee, een reptiel die zich aansluit bij Ludo en hem uiteindelijk van de troon weet te stoten. Hij is vele male intelligenter en sluwer dan Ludo en een groter gevaar voor Star.
- Koos Kikker (Engels: Buff Frog), een van Ludo's monstersoldaten. Hij heeft een dik Russisch accent en wordt geïntroduceerd als slechterik. Nadat hij twaalf kikkervisjes adopteert krijgt hij een vriendelijker karakter.
- Eclipsa Vlinder zij was een eerdere koningin van Mewni. ze trouwde met een monster maar toen werd ze in kristal opgesloten

## Rolverdeling
| Personage          | Originele stem           | Nederlandse stem                    | Vlaamse stem |
| ------------------ | ------------------------ | ----------------------------------- | ------------ |
| Star Vlinder       | Eden Sher                | Pip Pellens                         | Laura Tesoro |
| Marco Diaz         | Adam McArthur            | Roben Mitchell van den Dungen Bille |              |
| Ludo               | Alan Tudyk               | Florus van Rooijen                  |              |
| Maan Vlinder       | Grey Griffin             | Marjolein Algera                    |              |
| Rivier Vlinder     | Alan Tudyk               | Jan Nonhof                          |              |
| Glossaryck         | Jeffrey Tambor (S1-S3)   | Louis van Beek                      |              |
| Glossaryck         | Keith David (S4)         | Louis van Beek                      |              |
| Sam Lucitor        | Rider Strong             | Jimmy Lange                         |              |
| Ponyhoofd          | Jenny Slate              | Peggy Vrijens                       |              |
| Jackie Lynn Thomas | Grey Griffin             | Sanne Bosman                        |              |
| Janna Ordonia      | Abby Elliott             | Nine Meijer                         |              |
| Kelly              | Dana Davis               | Priscilla Knetemann                 |              |
| Eclipsa Vlinder    | Esmé Bianco              | Ine Kuhr                            |              |
| Meteora            | Jessica Walter           | Hymke de Vries                      |              |
| Toffee             | Michael C. Hall          | Rutger Le Poole                     |              |
| Koos Kikker        | Fred Tatasciore          | Simon Zwiers                        |              |
| Hekapoo            | Zosia Mamet              | Renée van Wegberg                   |              |
| Rhomulus           | Kevin Michael Richardson | Murth Mossel                        |              |
| Omnitraxus         | Carl Weathers            | Marcel Jonker                       |              |
| Ruberiot           | Patrick Stump            | Tommie Christiaan                   |              |
| Rafael Diaz        | Artt Butler              | Huub Dikstaal                       |              |
| Angie Diaz         | Nia Vardalos             | Jennifer van Brenk                  |              |
| Sensei Brantley    | Nick Swardson            | Jelle Amersfoort                    |              |
| Ferguson           | Nate Torrence            | Jop Joris                           |              |
| Tad                | Greg Cipes               | Joey Schalker                       |              |
| Rasticore          | Chris Tergliafera        | Murth Mossel                        |              |
| Dennis             | Atticus Shaffer          | Paul Disbergen                      |              |
| Rijk Duifje        | Gary Anthony Williams    | Has Drijver                         |              |
| Talon Raventalon   | Fred Tatasciore          | Jelle Amersfoort                    |              |
| Narwhal            | Ron Lynch                | Stan Limburg                        |              |

## Afleveringen

### Seizoen 1
1. Star Komt naar de Aarde / Party met een Pony
2. Koppelaarster / School Sportweek
3. Monsterarm / De Andere Uitwisselingsstudent
4. Star Opvrolijken / Speur Markt
5. Diaz Familie Vakantie / Feestje voor Brittney
6. Mewberteit / Pixtopia
7. Kreeftenklauw / Slaapspreuken
8. Bloedmaan Bal / Gelukskoekjes
9. Stil-Sta Dag / Koninklijke Lastpak
10. St. Olga Vormingsschool voor Obstinate Prinsessen
11. Mewnipendance Day/ The Banagic Incident (Niet uitgezonden in Europa)
12. Interdimensionale Schoolreis /Marco krijgt een baard
13. De verovering

### Seizoen 2
1. Mijn nieuwe staf / Ludo in het wild
2. Meneer Candle zorgt ervoor / Rode band
3. Star op wielen / Apporte
4. Star vs. Echo Creek / Staf tegen staf
5. Sterrengek / Kampeertrip
6. Starsitting / Aan het werk
7. Elfendogs / Volgens het boek
8. Het vlaggenspel / Meidenuitje
9. Logeerpartij / Cadeau van de kaart
10. Vriendvijanden / Is mysterie
11. Hongerige Larry / Spinnie met een hoge hoed
12. In de staf / Pizza gedoe
13. Page Turner / Dwarsliggah
14. Bon Bon de verjaardagsclown
15. Grot-inval / Trukenstar
16. Baby / Rennen met de schaar
17. Magiekunde / De Bounce Lounge
18. Kristalhelder / Op de moeilijke manier
19. Stuitend / Alle banden vallen af
20. Zijdelingse schade / Gewoon vrienden
21. Liedjesdag
22. Starverliefd

### Seizoen 3
1. Terug op Mewni / Maan de onversaagde
2. Boek vlieg op / Marco en de koning
3. Plassen verdediger / Koning Ludo
4. Toffee
5. Geur van een hoodie / Rust in pudding
6. Geblafsnakt / Gevaarlijke vreemdeling
7. Demoonuitdrijving / Slome tweedejaars
8. Pluizenvanger / Schildknaap op proef
9. Prinses Aardvarkia / Starfari
10. Droom maar zacht / Het Lavameerstrand
11. Dood door pikken / Ponyverwarring
12. Nachtleven / Diepe duik
13. Monsterfeest
14. Stronkdag / Spreukciale feestdag
15. Het Bogbeest van Baggerbad / Eclipsa en Maan
16. Vlinderval / Ludo, waar zijt gij?
17. Is een ander mysterie / Marco Junior
18. Geschoold! / Fotohokje
19. Bam Ui Pati! / Zware liefde
20. Opgesplitst
21. Veroverd

### Seizoen 4
1. Vlinder-gekheid
2. Ontsnapping bij het Taart-Volk
3. Maan weet het weer / Zwembroek
4. Losgeldgram / Meerhuiskoorts
5. Bla-die-bla bessen / Bij de Waterkant
6. De Ponyhoofd Show! / De familie Spinnebeet
7. Totale uitverkoop / Kelly's wereld
8. De Vloek van de Bloedmaan
9. Prinses Quasar Catepillar en de Magische Bel / Het spook van het Vlinderkasteel
10. Maïsbal / Meteora's lesje
11. De ridderdienst / Ge-koningin-napped
12. Jofele Janna / Een spreuk zonder naam
13. Een jongen en zijn DC-700XE / Het Monster en de koningin
14. Kroning
15. Doep-Doep / Britta's Taco's
16. Stranddag / Foetsie baby weg
17. Trieste tiener hotline / Jannanen-streken
18. Mama Star / Laden, richten, schieten
19. De juiste manier / Ik kom helpen
20. Pizza Party / De Taveerne aan het eind van het Multiversum
21. Gespleten